# Wetheral
Wetheral – wieś i civil parish w Anglii, w Kumbrii, w dystrykcie (unitary authority) Cumberland. Leży 8 km na wschód od miasta Carlisle i 416 km na północny zachód od Londynu. W 2011 roku civil parish liczyła 5771 mieszkańców.